# Teodoro San José
Teodoro San José y San José (Madrid, 9 de novembre de 1866 - 25 de juny de 1930) fou un compositor espanyol.
Va fer els estudis musicals al Conservatori de Madrid, guanyant en renyida oposició als vint-i-un anys, entre 89 concursants, la plaça de músic major del regiment d'Astúries, i més tard l'anàloga del 2.n. regiment d'Infanteria de Marina, la qual elevà a considerable nivell artístic. La seva decidida vocació pel teatre el portà des de molt jove a abordar l'escena, estrenant el 1886 amb gran èxit la seva primera obra titulada Epilogo.
Des d'aquella data fins al 1925, en què estrenà també amb èxit extraordinari, a Barcelona la comèdia lírica El abanico de su Majestad, va donar a l'escena més de 100 sarsueles en un, dos o més actes. Les més importants i que assoliren pels seus positius mèrits acollides més favorablement de públic i crítica foren, a més de les abans citades: Don Quijote de la Mancha; l'episodi nacional Gerona i les sarsueles Amor y Compañia; Sebastián el Marquesito; El gitanillo, aquesta última premiada en un concurs de Buenos Aires.
A més, va compondre nombroses obres per a banda, orquestra i cor, música per a piano, i per a cant amb acompanyament de piano, cançons, cuplets, etc. Fou director d'orquestra i artístic en els teatres de Madrid. Jurat en diversos concurs de bandes i orfeons i en oposicions de músics majors.
El 1910 fou elegit i votat entre 11 concursants, per a ocupar la plaça de director de la Banda Municipal de Barcelona, encara que no arribà a prendre possessió del càrrec per haver-hi renunciat. La comissió tècnica havia elegit en primera instància a Joan Lamote de Grignon pel càrrec, però, degut a pressions de caràcter polític, es va haver de refer la votació, guanyant-la Teodoro San José per 18 vots contra 11.
Fou soci fundador i secretari de l'Associació de Compositors Espanyols i del Pequeño Derecho en la SGAE. Fou professor d'harmonia i composició de la Casa d'Estudis del Centre Hijos de Madrid, i a més exercí l'ensenyança particular de les diverses matèries que compren la carrera de música.
Cultivà amb gran encert els estudis bibliogràfics musicals, així com els relatius a la tècnica vocal, havent publicat, a part de nombrosos articles en la premsa, les obres de caràcter pedagògic El arte del canto i La música como elemento educativo.
Són característiques d'aquest popular compositor, que podria ser inclòs en la tendència nacionalista espanyola, en quant la seva principal font d'inspiració la constituïen la dansa i el cant de les diverses regions espanyoles, l'esperit de les quals va assimilar amb gran fortuna, l'elegància, la gràcia i l'emoció, l'honradesa de procediment i una orquestració sempre fluida, acolorida i brillant així ho mostren.